# طوفان میانه
«طوفان میانه» (به انگلیسی: Middle Cyclone) آلبومی از هنرمند اهل ایالات متحده آمریکا نکو کیس است که در ۳ مارس ۲۰۰۹ منتشر شد. طوفان میانه پنجمین آلبوم استودیویی این خواننده و ترانه‌سرای هنرمند آمریکایی است که در روز سه‌شنبه سوم مارس ۲۰۰۹ در کمپانی ضبط آنتی-رکوردز منتشر گردید، این اثر اولین کار انفرادی هنرمند بعد از گذشت ۳ سال بود، کیس در این باره اظهار داشت مدت زمان بسیار طولانی را برای ساخته شدن از من گرفت همانطور که عنوان این آلبوم نشان می‌دهد، ترانه‌های ضبط شده حاوی سرایت کردن تشابه ادبی از گردبادها و طوفان‌ها است، بیشتر به طور کلی، بیانگر استعاری از نفوذ طبیعت است که به شکل پیوست عاطفی بسیار قوی به طبیعت و حیوانات و غفلت از روابط انسانی در تقابل با آنها می‌پردازد